# نيشي-كو (هيروشيما)
نيشي-كو هي مدينة تقع في محافظة هيروشيما، اليابان. تبلغ مساحة هذه المدينة 35.67 (كم²)، ويبلغ عدد سكانها 187,461 نسمة حسب إحصاء سنة 2012 م.